# Großsteingrab Wollschow 1
Das Großsteingrab Wollschow 1 in Wollschow bei Brüssow im Landkreis Uckermark, im äußersten Nordosten von Brandenburg liegt in einem Waldstück östlich von Wollschow und trägt die Sprockhoff-Nr. 462 (nach Ewald Schuldt Tab. A; Nr. 959). Die Megalithanlage der Trichterbecherkultur (TBK) entstand zwischen 3500 und 2800 v. Chr.

## Beschreibung
Das etwa Nordwest-Südost orientierte, trapezförmige Hünenbett hat eine Länge von etwa 23 m. Die Breite am südlichen Ende beträgt etwa 7,0 und am nördlichen Ende 4,0 m. Innerhalb der nahezu vollständigen Einfassung gibt es eine Anzahl von größeren Steinen, die vermutlich die Steinpackung des kammerlosen Hünenbettes darstellen.
Als nachträgliche Einbauten wurden zwei Steinkisten eingebracht, von denen eine erhalten ist. Die Kammer am Südende wurde zerstört und die Steine für eine Brücke in Wollschow verwendet.
Erhalten ist die kleine Kiste im nördlichen Teil der Einfassung. Ihre Innenmaße betragen 0,85 × 0,5 m. Sie liegt 0,5 Meter unter der neolithischen Erdoberfläche. Ein größerer Stein in der Nähe könnte der ehemalige Deckstein sein. In der Kiste wurden in Hockerstellung die Skelette von zwei sechs- bis achtjährigen Kindern sowie die Reste eines weiteren Kinderskelettes gefunden. Als Beigabe fand sich ein tassenförmiges Gefäß mit breitem Henkel.
In der stark zerstörten Nekropole von Wollschow lagen 15 Urdolmen und 28 Steinkisten, die nicht immer eindeutig zu bestimmen waren.